# Międzylesie
Międzylesie (Duits: Mittelwalde) is een stad in het Poolse woiwodschap Neder-Silezië, gelegen in de powiat Kłodzki. De oppervlakte bedraagt 14,45 km², het inwonertal 2776 (2005).
Voordat het door de Russen werd veroverd in de Tweede Wereldoorlog heette het dorpje Schönwiese in de toenmalige provincie Ostpreußen. Na de oorlog werd het gebied aan Polen toegewezen en vestigden Poolse boeren zich in de verlaten huizen.

## Verkeer en vervoer
- Station Międzylesie